# Формула-1 в сезоне 1994

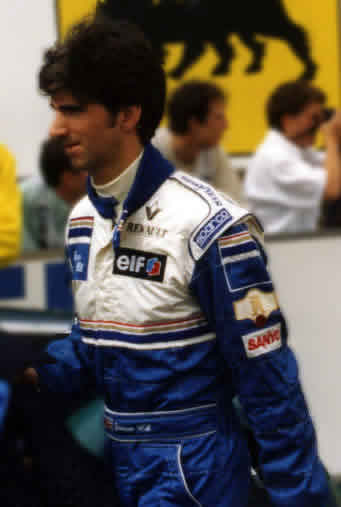
Деймон Хилл стал вторым с отставанием всего на 1 очко на Williams.

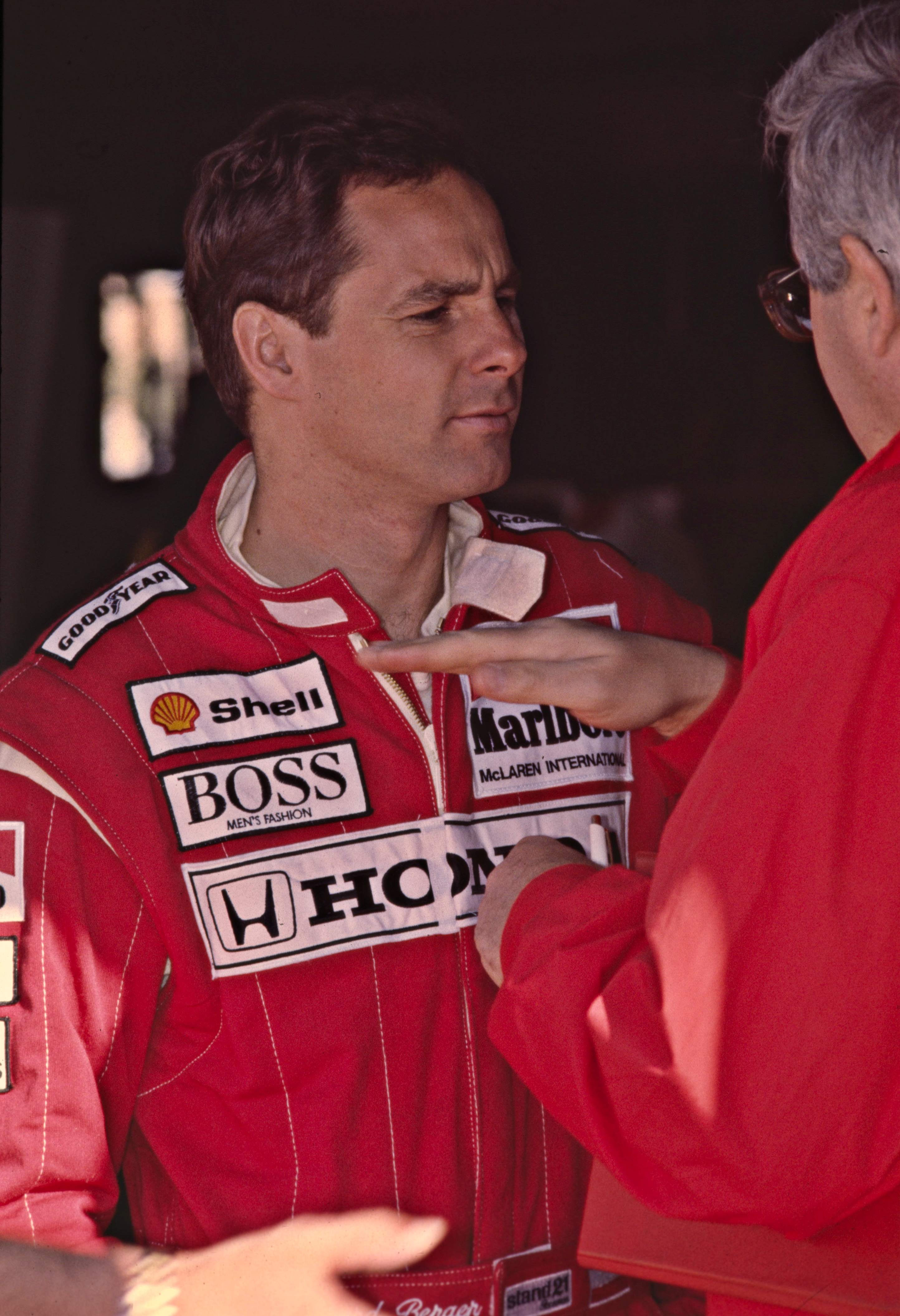
Герхард Бергер из Scuderia Ferrari закончил сезон на третьем месте (фотография сделана, когда он выступал за McLaren).

Сезон 1994 Формулы-1, 45-й сезон Формулы-1, состоял из 16-ти Гран-при и проходил с 17 марта по 13 октября. Чемпионом мира стал Михаэль Шумахер, который всего на одно очко опередил Деймона Хилла; Кубок конструкторов завоевала команда Williams-Renault. Во время этого сезона на Гран-при Сан-Марино погибли Айртон Сенна, 3-кратный чемпион Формулы-1, и новичок Роланд Ратценбергер. В сезоне 1994 года приняли участие 46 гонщиков, из них 14 дебютировали в Формуле-1. Впервые с 1955-го года в чемпионат вернулся автопроизводитель Mercedes-Benz, на этот раз как моторист швейцарской команды Sauber, последний сезон провела легендарная конюшня Team Lotus.

## Гонщики и команды
Все команды по ходу сезона использовали шины, поставляемые G
Goodyear.
| Фото              | Команда                     | Конструктор | Шасси        | Двигатель                     | Гонщики                | Гонщики              | Тестеры                       |
| Фото              | Команда                     | Конструктор | Шасси        | Двигатель                     | №                      | Имя                  | Тестеры                       |
| ----------------- | --------------------------- | ----------- | ------------ | ----------------------------- | ---------------------- | -------------------- | ----------------------------- |
|                   | Rothmans Williams Renault   | Williams    | FW16 FW16B   | Renault RS6 3,5 V10           | 0                      | Деймон Хилл          | Дэвид Култхард                |
| 2                 | Rothmans Williams Renault   | Williams    | FW16 FW16B   | Renault RS6 3,5 V10           | Айртон Сенна           |                      | Дэвид Култхард                |
| 2                 | Rothmans Williams Renault   | Williams    | FW16 FW16B   | Renault RS6 3,5 V10           | Дэвид Култхард         |                      | Дэвид Култхард                |
| 2                 | Rothmans Williams Renault   | Williams    | FW16 FW16B   | Renault RS6 3,5 V10           | Найджел Мэнселл        |                      | Дэвид Култхард                |
|                   | Tyrrell Racing Organisation | Tyrrell     | 022          | Yamaha OX10B 3,5 V10          | 3                      | Юкио Катаяма         | —                             |
| 4                 | Tyrrell Racing Organisation | Tyrrell     | 022          | Yamaha OX10B 3,5 V10          | Марк Бланделл          |                      | —                             |
|                   | Mild Seven Benetton Ford    | Benetton    | B194         | Ford ECA Zetec-R 3,5 V8       | 5                      | Михаэль Шумахер      | Йос Ферстаппен                |
| 5/6               | Mild Seven Benetton Ford    | Benetton    | B194         | Ford ECA Zetec-R 3,5 V8       | Юрки Ярвилехто         |                      | Йос Ферстаппен                |
| 6                 | Mild Seven Benetton Ford    | Benetton    | B194         | Ford ECA Zetec-R 3,5 V8       | Йос Ферстаппен         |                      | Йос Ферстаппен                |
| 6                 | Mild Seven Benetton Ford    | Benetton    | B194         | Ford ECA Zetec-R 3,5 V8       | Джонни Херберт         |                      | Йос Ферстаппен                |
|                   | Marlboro McLaren Peugeot    | McLaren     | MP4/9        | Peugeot A6 3,5 V10            | 7                      | Мика Хаккинен        | Филипп Альо                   |
| Филипп Альо       | Marlboro McLaren Peugeot    | McLaren     | MP4/9        | Peugeot A6 3,5 V10            | 7                      |                      | Филипп Альо                   |
| 8                 | Marlboro McLaren Peugeot    | McLaren     | MP4/9        | Peugeot A6 3,5 V10            | Мартин Брандл          |                      | Филипп Альо                   |
|                   | Footwork Ford               | Footwork    | FA15         | Ford HBE7/8 3,5 V8            | 9                      | Кристиан Фиттипальди | —                             |
| 10                | Footwork Ford               | Footwork    | FA15         | Ford HBE7/8 3,5 V8            | Джанни Морбиделли      |                      | —                             |
|                   | Team Lotus                  | Lotus       | 107C 109     | Mugen Honda MF-351 HB 3,5 V10 | 11                     | Педро Лами           | —                             |
| Филипп Адамс      | Team Lotus                  | Lotus       | 107C 109     | Mugen Honda MF-351 HB 3,5 V10 | 11                     |                      | —                             |
| Мика Сало         | Team Lotus                  | Lotus       | 107C 109     | Mugen Honda MF-351 HB 3,5 V10 | 11                     |                      | —                             |
| 11/12             | Team Lotus                  | Lotus       | 107C 109     | Mugen Honda MF-351 HB 3,5 V10 | Алессандро Дзанарди    |                      | —                             |
| 12                | Team Lotus                  | Lotus       | 107C 109     | Mugen Honda MF-351 HB 3,5 V10 | Джонни Херберт         |                      | —                             |
|                   | Sasol Jordan                | Jordan      | 194          | Hart 1035 3,5 V10             | 14                     | Рубенс Баррикелло    | —                             |
| 15                | Sasol Jordan                | Jordan      | 194          | Hart 1035 3,5 V10             | Эдди Ирвайн            |                      | —                             |
| 15                | Sasol Jordan                | Jordan      | 194          | Hart 1035 3,5 V10             | Агури Судзуки          |                      | —                             |
| 15                | Sasol Jordan                | Jordan      | 194          | Hart 1035 3,5 V10             | Андреа де Чезарис      |                      | —                             |
|                   | Tourtel Larrousse F1        | Larrousse   | LH94         | Ford HBF7/8 3,5 V8            | 19                     | Оливье Беретта       | —                             |
| Филипп Альо       | Tourtel Larrousse F1        | Larrousse   | LH94         | Ford HBF7/8 3,5 V8            | 19                     |                      | —                             |
| Янник Дальмас     | Tourtel Larrousse F1        | Larrousse   | LH94         | Ford HBF7/8 3,5 V8            | 19                     |                      | —                             |
| Хидэки Нода       | Tourtel Larrousse F1        | Larrousse   | LH94         | Ford HBF7/8 3,5 V8            | 19                     |                      | —                             |
| 20                | Tourtel Larrousse F1        | Larrousse   | LH94         | Ford HBF7/8 3,5 V8            | Эрик Кома              |                      | —                             |
| 20                | Tourtel Larrousse F1        | Larrousse   | LH94         | Ford HBF7/8 3,5 V8            | Жан-Дени Делетра       |                      | —                             |
|                   | Minardi Scuderia Italia     | Minardi     | M193 M194    | Ford HBC7/8 3,5 V8            | 23                     | Пьерлуиджи Мартини   | Лука Бадоер                   |
| 24                | Minardi Scuderia Italia     | Minardi     | M193 M194    | Ford HBC7/8 3,5 V8            | Микеле Альборето       |                      | Лука Бадоер                   |
|                   | Ligier Gitanes Blondes      | Ligier      | JS39B        | Renault RS6 3,5 V10           | 25                     | Эрик Бернар          | Франк Лагорс                  |
| Джонни Херберт    | Ligier Gitanes Blondes      | Ligier      | JS39B        | Renault RS6 3,5 V10           | 25                     |                      | Франк Лагорс                  |
| Франк Лагорс      | Ligier Gitanes Blondes      | Ligier      | JS39B        | Renault RS6 3,5 V10           | 25                     |                      | Франк Лагорс                  |
| 26                | Ligier Gitanes Blondes      | Ligier      | JS39B        | Renault RS6 3,5 V10           | Оливье Панис           |                      | Франк Лагорс                  |
|                   | Scuderia Ferrari SpA        | Ferrari     | 412T1 412T1B | Ferrari 043 3,5 V12           | 27                     | Жан Алези            | Никола Ларини                 |
| Никола Ларини     | Scuderia Ferrari SpA        | Ferrari     | 412T1 412T1B | Ferrari 043 3,5 V12           | 27                     |                      | Никола Ларини                 |
| 28                | Scuderia Ferrari SpA        | Ferrari     | 412T1 412T1B | Ferrari 043 3,5 V12           | Герхард Бергер         |                      | Никола Ларини                 |
|                   | PP Sauber AG                | Sauber      | C13          | Mercedes-Benz 2175B 3,5 V10   | 29                     | Карл Вендлингер      | —                             |
| Андреа де Чезарис | PP Sauber AG                | Sauber      | C13          | Mercedes-Benz 2175B 3,5 V10   | 29                     |                      | —                             |
| Юрки Ярвилехто    | PP Sauber AG                | Sauber      | C13          | Mercedes-Benz 2175B 3,5 V10   | 29                     |                      | —                             |
| 30                | PP Sauber AG                | Sauber      | C13          | Mercedes-Benz 2175B 3,5 V10   | Хайнц-Харальд Френтцен |                      | —                             |
|                   | MTV Simtek Ford             | Simtek      | S941         | Ford HBD6 3,5 V8              | 31                     | Дэвид Брэбем         | Андреа Монтермини             |
| 32                | MTV Simtek Ford             | Simtek      | S941         | Ford HBD6 3,5 V8              | Роланд Ратценбергер    |                      | Андреа Монтермини             |
| 32                | MTV Simtek Ford             | Simtek      | S941         | Ford HBD6 3,5 V8              | Андреа Монтермини      |                      | Андреа Монтермини             |
| 32                | MTV Simtek Ford             | Simtek      | S941         | Ford HBD6 3,5 V8              | Жан-Марк Гунон         |                      | Андреа Монтермини             |
| 32                | MTV Simtek Ford             | Simtek      | S941         | Ford HBD6 3,5 V8              | Доменико Скиатарелла   |                      | Андреа Монтермини             |
| 32                | MTV Simtek Ford             | Simtek      | S941         | Ford HBD6 3,5 V8              | Таки Иноуэ             |                      | Андреа Монтермини             |
|                   | Pacific Grand Prix Ltd      | Pacific     | PR01         | Ilmor 2175A 3,5 V10           | 33                     | Поль Бельмондо       | Джованни Лаваджи Оливер Гэвин |
| 34                | Pacific Grand Prix Ltd      | Pacific     | PR01         | Ilmor 2175A 3,5 V10           | Бертран Гашо           |                      | Джованни Лаваджи Оливер Гэвин |

## Перед началом сезона
Самой громкой новостью в конце сезона 1993 года стал уход действующего чемпиона мира Алена Проста, только что завоевавшего свой четвёртый титул, и приход на его место в команду Williams его старого соперника Айртона Сенны.
- Williams оставила Деймона Хилла в качестве напарника Айртона Сенны. Тест-пилот Дэвид Култхард заменил бразильца после фатальной аварии в Имоле (за исключением Монако, где за Williams выступал только Хилл). Найджел Мэнселл выступал с Хиллом во Франции и в трёх последних гонках сезона.
- В McLaren, первый гонщик которой Айртон Сенна ушёл в Williams, новым лидером стал Мика Хаккинен, а вторым был подписан опытный Мартин Брандл. После года с клиентскими моторами Ford, команда получила на 1994 год моторы Peugeot.
- Benetton сохранила Михаэля Шумахера, а его напарником стал Юрки Ярвилехто. Тест-пилоты команды, Йос Ферстаппен и Джонни Херберт также выступали за Benetton в этом сезоне.
- Ferrari осталась в прежнем составе — Жан Алези и Герхард Бергер.
- В Sauber теперь использовали моторы под маркой «Mercedes-Benz». На место Юрки Ярвилехто пришёл дебютант Хайнц-Харальд Френтцен, напарником которого остался Карл Вендлингер; впрочем, финский гонщик вернулся на два последних этапа сезона.
- Jordan сохранили состав конца 1993 года — Рубенс Баррикелло и Эдди Ирвайн.
- Larrousse, использующая теперь двигатели Ford HB, подписала Оливье Беретта и Эрика Кома.
- Tyrrell сохранила Укио Катаяму, а Марк Бланделл заменил Андреа де Чезариса.
- Ligier подписала вернувшегося в гонки Эрика Бернара, который не выступал в Формуле-1 с 1991 года, и новичка Оливье Паниса.
- Footwork, потеряв спонсорство Footwork и двигатели Mugen-Honda, провела очень тяжёлый сезон. Гонщиками команды стали Кристиан Фиттипальди и Джанни Морбиделли.
- Lotus, несмотря на двигатели Mugen-Honda, также столкнулась с серьёзными финансовыми проблемами. В начале сезона гонщиками этой команды стали Джонни Херберт и португалец Педро Лами, но по его ходу последовали многочисленные замены.

В 1994 году дебютировали две новые команды. Гонщиками Simtek-Ford стали австралиец Дэвид Брэбем, который вернулся в гонки впервые с 1990 года, и австрийский новобранец Роланд Ратценбергер. После гибели последнего в Имоле второе место в команде занимали несколько гонщиков. Pacific-Ilmor решили нанять опытных Поля Бельмондо и Бертрана Гашо.
После ужасного сезона 1993 года, команда BMS Scuderia Italia объединилась с Minardi; команда была переименована в BMS Minardi. В качестве гонщиков были взяты опытные Микеле Альборето и Пьерлуиджи Мартини.
Кроме того, после ухода из Формулы-1 крупного спонсора Camel, две команды поменяли свою раскраску в соответствии с новыми спонсорскими контрактами. Williams подписала сделку с Rothmans и изменила цвета на тёмно-синий и белый с золотыми и красными полосами, в то время как в Benetton сменили расцветку с жёлтой на фирменные бледно-голубой и мятно-зелёный Mild Seven.

### Технические изменения
Из-за неуклонно возрастающей технической сложности автомобилей бюджеты команд постоянно увеличивались; кроме того, критики указывали, что в сложившейся ситуации технологии выходят на передний план, заслоняя собой талант гонщика. Для противодействия этому, в 1994 году были приняты многочисленные изменения в правилах, основным из которых стал полный запрет на все «электронные помощники» гонщика; в их числе оказались активная подвеска, антиблокировочная система, противобуксовочная система и система автоматического старта. Айртон Сенна, в числе прочих, заметил, что если убрать все эти системы, но не уменьшить при этом скорость автомобилей, то 1994 год станет «сезоном с множеством происшествий».
В 1994 году были вновь разрешены дозаправки (впервые с 1983-го). После фатальной аварии Сенны было введено несколько правил, призванных замедлить автомобили. Начиная с Испании были уменьшены передние крылья и задние диффузоры. С Канады была уменьшена эффективность воздухозаборников; в кожухе двигателя были сделаны отверстия, которые уменьшали его мощность. Начиная с Германии было принято правило, действующее до сих пор: под каждой машиной стала крепиться 10-миллиметровая деревянная планка, что уменьшало граунд-эффект, а также заставляло делать автомобили выше. К концу гонки допускался износ планки не более чем на 1 миллиметр. После победы в Бельгии Михаэль Шумахер был дисквалифицирован за чрезмерный износ этой планки.

## Гонка за гонкой

### Этап 1: Бразилия
Сезон начался в Бразилии, где основная часть болельщиков поддерживала Сенну. Поэтому неудивительно, что он занял поул; следом за ним расположились Шумахер, Алези, Хилл, Френтцен и Морбиделли. На старте Алези обогнал Шумахера и стал вторым, в то время как Вендлингер и Ферстаппен (выступающий вместо травмировавшего на тестах шею Ярвилехто) прошли Френтцена и Морбиделли. В конце первого круга Сенна лидировал впереди Алези, Шумахера, Хилла, Вендлингера и Ферстаппена.
На 2-м круге, после нескольких неудачных попыток, Шумахер обогнал Алези в борьбе за второе место. За это время Сенна оторвался от Шумахера на 4 секунды. Сенна и Шумахер начали отрываться от пелотона, привозя всем остальным примерно секунду на круге. Оба заехали на пит-стоп на 21-м круге, но у Шумахера он прошёл быстрее, и он выехал лидером. Он оторвался на 10 секунд, но потом Сенна стал приближаться к нему. К 35-му кругу Вендлингера обогнали Ферстаппен, Брандл и Эдди Ирвайн. Когда они стали обгонять на круг Бернарда, Ферстаппен попробовал пройти Ирвайна. Тот выдавил его на траву, и Ферстаппена развернуло; его машина, сделав несколько кульбитов, пролетела над Ирвайном, задела машину Бернарда и ударила автомобиль Брандла. Никто не пострадал, но Ирвайна наказали пропуском одного этапа, а после его апелляции увеличили штраф до трёх этапов. К этому моменту Алези, который останавливался дважды, шёл позади Хилла, который останавливался только один раз.
Укио Катаяма, а затем и Рубенс Баррикелло прошли Вендлингера в борьбе за очки. После заезда на пит-стоп Баррикелло вернулся на трассу впереди Катаямы. Сенна уменьшил отрыв от Шумахера до пяти секунд, но на 56-м круге его развернуло, и он сошёл. Шумахер выиграл, за ним финишировали Хилл, Алези, Баррикелло, Катаяма и Вендлингер.

### Этап 2: Тихий океан
На тестах в Муджелло Алези повредил спину, и его заменил Никола Ларини; Агури Сузуки заменил в Jordan наказанного Ирвайна. Второй этап проходил на новой трассе Tanaka International в Японии. Сенна завоевал поул, за ним расположились Шумахер, Хилл, Хаккинен, Бергер и Брандл. На старте Шумахер обогнал Сенну, а Хаккинен Хилла. Хаккинен попробовал атаковать Сенну, но ударил сзади его автомобиль. Сенну развернуло, и в него врезался Ларини; оба в результате сошли. Шумахер закончил первый круг лидером, за ним шли Хаккинен, Хилл, Бергер, Баррикелло и Брандл.
Хилл, стараясь догнать уезжающего Шумахера, на 4-м круге атаковал Хаккинена. Хилл ошибся, его развернуло, и он откатился на девятое место. Он начал отыгрываться, пройдя на 12-м круге Брандла. Во время пит-стопов Хилл опередил Баррикелло. На 19-м круге Хаккинен сошёл из-за поломки трансмиссии.
Пока Шумахер отрывался, Хилл приблизился к Бергеру. Во время второй волны пит-стопов Хилл опередил Бергера, а Брандл опередил Баррикелло. Однако на 50-м круге Хилл сошёл из-за отказа трансмиссии, а Брандл сошёл на 68-м круге из-за перегрева двигателя. Шумахер вновь одержал победу; следом за ним финишировали Бергер, Баррикелло, Фиттипальди, Френтцен и Кома.

### Этап 3: Сан-Марино
На Гран-при Сан-Марино Ярвилехто вернулся в строй; вторым гонщиком Jordan стал Андреа де Чезарис. Уик-энд начался с серьёзной аварии Рубенса Баррикелло во время практики. Войдя слишком быстро в поворот Variante Bassa, его машина подскочила на бордюре. Менее чем в метре от бордюра находилось ограждение из покрышек, которое моментально остановило машину; та перевернулась и упала вверх колёсами. Баррикелло был без сознания; он проглотил язык, и лишь быстрые действия спасателей позволили ему выжить. Днём в субботу он вернулся на трассу с разбитым носом, забинтованной рукой и порезанной губой. Баррикелло ничего не мог вспомнить о произошедшем.
Во время квалификации на машине Роланда Ратценбергера подломилось переднее антикрыло, что привело к повреждению подвески и ухудшению аэродинамики. На следующем круге Ратценбергер потерял управление и влетел в отбойник в повороте Villeneuve на скорости свыше 290 км/ч. Его машина Simtek S941 была сильно повреждена, а сам гонщик получил перелом основания черепа, вскоре после чего скончался.
После возобновления квалификации Сенна взял поул; за ним расположились Шумахер, Бергер, Хилл, Ярвилехто и Ларини. На утренней встрече гонщиков все гонщики говорили об аварии Ратценбергера и решительно выступили за увеличение безопасности гонок; в результате была реформирована GPDA (Grand Prix Drivers Association, Ассоциация гонщиков Гран-при). Сенне, как самому опытному гонщику, было предложено её возглавить.
На старте гонки Benetton Ярвилехто заглох, и в него врезался Lotus Педро Лами. Обломки от машин, включая правое переднее колесо машины Лами, полетели на трибуны, травмировав четырёх зрителей и полисмена. Лами не пострадал, а Ярвилехто получил лёгкую травму руки. Была выпущена машина безопасности, за которой шли Сенна, Шумахер, Бергер, Хилл, Френтцен и Хаккинен.
На 5-м круге был дан рестарт. Сенна попытался немедленно оторваться от Шумахера. В начале 7-го круга Сенна по не до конца установленным причинам потерял управление, и в повороте Tamburello его машина врезалась по прямой в бетонную стену. Согласно телеметрии, машина покинула трассу на скорости 310 км/ч, и за две секунды успела замедлиться до 218 км/ч, прежде чем удариться о стену. При ударе подвеска на Williams сломалась, правое переднее колесо отлетело назад, и шлем Сенны пробило рычагом подвески, который нанёс фатальное ранение голове гонщика. Машину протащило вперёд, после чего она остановилась; Сенна был неподвижен. На телевизионной картинке с вертолёта было видно, что его голова слегка повернулась, что дало некоторые надежды. Врач Сид Уоткинс прибыл на место аварии менее чем через две минуты. Сенну доставили в госпиталь на вертолёте, но медики оказались бессильны, и вечером в тот же день было объявлено о его смерти. После гонки в машине Сенны нашли австрийский флаг; была высказана догадка, что в случае своей победы он хотел посвятить её памяти Ратценбергера.
После аварии Сенны гонка была остановлена красными флагами. Во время паузы команда Larrousse случайно выпустила Эрика Кома из боксов, но его остановили в повороте Tamburello.
Во время второго рестарта Хайнц-Харальд Френтцен заглох и был вынужден стартовать с пит-лейн. После рестарта лидерство захватил Бергер, но Шумахер (который столкнулся с Хиллом, заставив того ехать на пит-стоп за новым передним крылом) всё ещё был впереди по сумме двух гоночных сессий; за ним шли Бергер, Хаккинен, Ларини, Вендлингер и Катаяма. На 12-м круге Шумахер обошёл Бергера, но сразу за этим отправился на пит-стоп. Когда Бергер остановился на 15-м круге, в лидеры вышел Хаккинен. Бергер сошёл на 17-м круге из-за проблем с подвеской, а чуть позже Хаккинен заехал на пит-стоп, вернувшись на трассу четвёртым. На 21-м круге Шумахер (хотя он и шёл по трассе позади Ларини) лидировал в гонке; Фиттипальди шёл третьим (он остановился на 23-м круге), Хаккинен четвёртым, Френтцен пятым (он тоже вскоре остановился на пит-стоп), и замыкал шестёрку Вендлингер. С 45-го до 55-го круга Хилл, Катаяма и Фиттипальди сражались за места с пятого по седьмое. Сначала Фиттипальди, а потом Хилл прошли Катаяму, а Хилл на 49-м круге прошёл также Фиттипальди, но двумя кругами спустя они снова поменялись местами. Фиттипальди сошёл на 55-м круге из-за проблем с тормозами. Хилл шёл пятым, но всего за два круга до финиша снова пропустил вперёд Катаяму и финишировал шестым, набрав лишь одно очко.
Ещё один инцидент произошёл с Микеле Альборето, когда на выезде с пит-лейн его Minardi потеряла переднее правое колесо. Альборето успел набрать большую скорость, и колесо нанесло серьёзную травму механику Ferrari. Это происшествие привело к появлению двух новых правил в Формуле-1:
- Скорость на пит-лейн ограничена 120 км/ч во время гонки, и 80 км/ч во время практики и квалификации.
- Механики должны находиться в своём гараже, и выходить из него только на время пит-стопа.

Оба правила вступили в силу уже на следующей гонке в Монако; ограничение скорости на пит-лейн действует и поныне.
Шумахер выиграл гонку; за ним финишировали Ларини, Хаккинен, Вендлингер, Катаяма и Хилл. Однако награждение на подиуме было отменено, и все разговоры были вокруг Сенны и Ратценбергера.

### Этап 4: Монако
Алези вернулся в строй после травмы. Во время первой практики Вендлингер на большой скорости разбил свой автомобиль в повороте Nouvelle. Быстро оказанная помощь спасла ему жизнь, но три недели он находился в коме, и выбыл из борьбы до конца сезона. В знак уважения Sauber сняла с соревнования машину Френтцена. Шумахер завоевал свой первый поул; следом за ним шли Хаккинен, Бергер, Хилл, Алези и Фиттипальди.
В пятницу утром Ники Лауда объявил о реформировании[уточнить] GPDA (Grand Prix Drivers Association, Ассоциации гонщиков Гран-при). Представителями были выбраны Лауда, Шумахер, Бергер и Фиттипальди. После трагических событий этого сезона GPDA потребовала от FIA увеличения безопасности Формулы-1. FIA отреагировала введением следующих правил:
- Со следующей гонки, Гран-при Испании,
  - размер диффузоров должен быть уменьшен,
  - торцевые пластины переднего антикрыла должны быть подняты выше,
  - размер переднего антикрыла должен быть уменьшен.

Всё вместе это уменьшило прижимную силу примерно на 15 %.
- С Гран-при Канады,
  - защита головы гонщика с боков должна быть усилена путём увеличения боковин кокпита,
  - минимальный вес машины Формулы-1 должен быть увеличен на 25 кг (к началу канадского Гран-при эта цифра была уменьшена до 15 кг),
  - передние рычаги подвески должны быть усилены, чтобы уменьшить вероятность отрыва колеса,
  - кокпит должен стать длиннее, чтобы уменьшить вероятность удара в голову гонщика спереди,
  - в правилах, касающихся топлива, будет подробно описано использование топливного насоса,
  - воздухозаборники на двигателе должны быть полностью убраны, чтобы ограничить доступ воздуха и тем самым уменьшить мощность мотора.

Первые два места стартовой решётки были оставлены незанятыми; они были покрашены в цвета бразильского и австрийского флагов, в знак памяти Сенны и Ратценбергера. На старте Хилл обошёл Бергера и к первому повороту стал атаковать Хаккинена. Произошёл контакт, обоих развернуло, и они сошли. Шумахер шёл впереди Бергера, Алези, Фиттипальди, Брандла и Катаямы. Шумахер начал отрываться, в то время как Брандл, остановившись на пит-стоп раньше всех, сумел пройти Фиттипальди и Алези.
Катаяма сошёл на 39-м круге из-за проблем с коробкой передач, и на шестое место переместился его напарник Бланделл. Однако двумя кругами спустя у Бланделла сгорел двигатель; при этом на трассу вылилось много масла. Шумахер поскользнулся и чуть не врезался в стену, в то время как Бергер вылетел с трассы и вернулся позади Брандла. Фиттипальди сошёл на 48-м круге из-за проблем с коробкой передач. Во время второй волны пит-стопов де Чезарис смог пройти измученного Алези, который страдал от болей в шее. Шумахер выиграл гонку; за ним финишировали Брандл, Бергер, де Чезарис, Алези и Альборето.
Между Монако и Испанией команда Williams объявила, что вторым гонщиком станет Култхард, при этом Найджел Мэнселл будет выступать в те уик-энды, когда он будет свободен от выступлений в IndyCar. В Lotus пришёл Дзанарди, который заменил Педро Лами, попавшего в сильную аварию на тестах в Сильверстоуне (Лами вывихнул обе ноги и сломал запястье, в результате чего пропустил почти весь сезон).

### Этап 5: Испания
После отбытия своего наказания в Jordan вернулся Эдди Ирвайн. Sauber заявила на гонку только одну машину с Френтценом. В повороте Nissan была сооружена временная шикана из покрышек, чтобы уменьшить скорость перед шпилькой La Caixa.
Во время свободной практики в субботу утром Андреа Монтермини, заменивший в Simtek Ратценбергера, потерпел страшную аварию на выходе из последнего высокоскоростного поворота. В свете последних событий можно представить, какое облегчение испытал весь паддок, когда выяснилось, что Монтермини отделался сломанной лодыжкой и трещиной пяточной кости. Шумахер взял поул; далее расположились Хилл, Хаккинен, Ярвилехто, Баррикелло и Алези. Поскольку Simtek и Sauber выставили только по одной машине, обе машины Pacific смогли принять участие в гонке.
На старте Алези обошёл Баррикелло и Ярвилехто; Култхард тоже прошёл Баррикелло. Шумахер шёл первым, за ним Хилл, Хаккинен, Алези, Ярвилехто и Култхард. Шумахер отрывался, пока у него не начались проблемы с выбором передачи, и вскоре он окончательно застрял на пятой передаче. Во время пит-стопов Шумахеру удалось не заглохнуть на старте. Позади него Култхард заглох на пит-стопе, а у Алези начались проблемы, отбросившие его на четвёртое место. Шумахера вскоре прошёл Хилл. Во время второй волны пит-стопов, Баррикелло развернуло возле въезда на пит-лейн; Шумахер снова смог не заглохнуть на пит-стопе. Хаккинен подъехал близко к нему, но не успел атаковать, так как на 49-м круге у него сгорел мотор. Ярвилехто вышел на третье место, но и у него через несколько кругов отказал двигатель. Теперь на третье место вышел Брандл, однако за шесть кругов до финиша у него отказала трансмиссия. Хилл выиграл гонку; за ним финишировали Шумахер, Бланделл, Алези, Мартини и Ирвайн.

### Этап 6: Канада
Новые правила, объявленные в Монако, вступили в силу. Одно из них привело к тому, что командам пришлось делать отверстия в кожухах двигателей. Для замедления машин перед последним изгибом трассы, выводящим на прямую старт/финиш, была сделана ещё одна временная шикана. Benetton представил обновлённое заднее крыло, а Ferrari — новые боковые понтоны. де Чезарис снова выступал, на этот раз за Sauber, и отметил свой 200-й старт в Гран-при.
Шумахер квалифицировался на поуле, впереди Алези, Бергера, Хилла, Култхарда и Баррикелло. На старте Култхард прошёл Хилла, а Хаккинен опередил Баррикелло. Шумахер шёл первым; за ним Алези, Бергер, Култхард, Хилл и Хаккинен. Хилл прошёл Култхарда на 4-м круге, но Култхард сразу же обогнал Хилла обратно. На 9-м круге Култхард пропустил вперёд Хилла, и тот бросился в погоню за Бергером, догнав и обогнав того на 15-м круге.
Во время пит-стопов Хилл опередил Алези, а Хаккинен — Култхарда. Хаккинен догнал Бергера, но никак не мог его пройти. Хотя на 40-м круге пошёл дождь, первая шестёрка оставалась без изменений. На 62-м круге у Хаккинена сгорел двигатель. На последнем круге Баррикелло и Бланделл столкнулись в борьбе за шестое место; Бланделл застрял в гравийной ловушке, а Баррикелло оказался позади Фиттипальди и Ярвилехто. Однако Фиттипальди был дисквалифицирован за недовес, и шестое место досталось Ярвилехто. Шумахер выиграл гонку; за ним финишировали Хилл, Алези, Бергер, Култхард и Ярвилехто.
Канадский Гран-при стал последним этапом 1994 года, на котором автомобиль команды Pacific был допущен к гонке. Бертран Гашо сошёл на 47-м круге из-за падения давления масла. В остальных гонках сезона эти очень медленные машины не смогли даже пробиться на стартовую решётку.

### Этап 7: Франция
На этапе во Франции Мэнселл смог сесть за руль Williams, так как это уик-энд был свободен от гонок серии CART. Benetton понизил Ярвилехто до статуса третьего гонщика; место во втором кокпите получил Ферстаппен. В Simtek напарником Дэвида Брэбема стал француз Жан-Марк Гунон. Гонщики Williams завоевали первый ряд стартового поля; Хилл был впереди, за ним — Мэнселл, Шумахер, Алези, Бергер и Ирвайн. На старте Шумахер смог проскользнуть между гонщиками Williams и вышел на первое место, в то время как Баррикелло обошёл Ирвайна. Шумахер возглавлял гонку; за ним шли Хилл, Мэнселл, Алези, Бергер и Баррикелло.
Шумахер, как обычно, начал отрываться; Хилл не мог держать его темп. Во время пит-стопов Алези обошёл Мэнселла, а Бергер — Баррикелло. Затем Бергер на 24-м круге прошёл Мэнселла. Некоторое время гонщики шли в следующем порядке: Шумахер, Хилл, Алези, Бергер, Мэнселл и Баррикелло. Алези вскоре заехал на пит-стоп и вернулся пятым. На 42-м круге его развернуло, и в него врезался выезжавший с пит-лейн Баррикелло; оба сошли.
Мэнселл был на стратегии с двумя пит-стопами, и после пит-стопа Бергера вышел на третье место, но на 46-м круге он сошёл из-за отказа трансмиссии. Хаккинен, шедший теперь четвёртым, сошёл двумя кругами позже из-за взрыва мотора. После третьей волны пит-стопов перестановок не произошло; только Катаяма на 54-м круге потерял пятое место из-за разворота. Шумахер снова одержал победу; за ним финишировали Хилл, Бергер, Френтцен, Мартини и де Чезарис.

### Этап 8: Великобритания

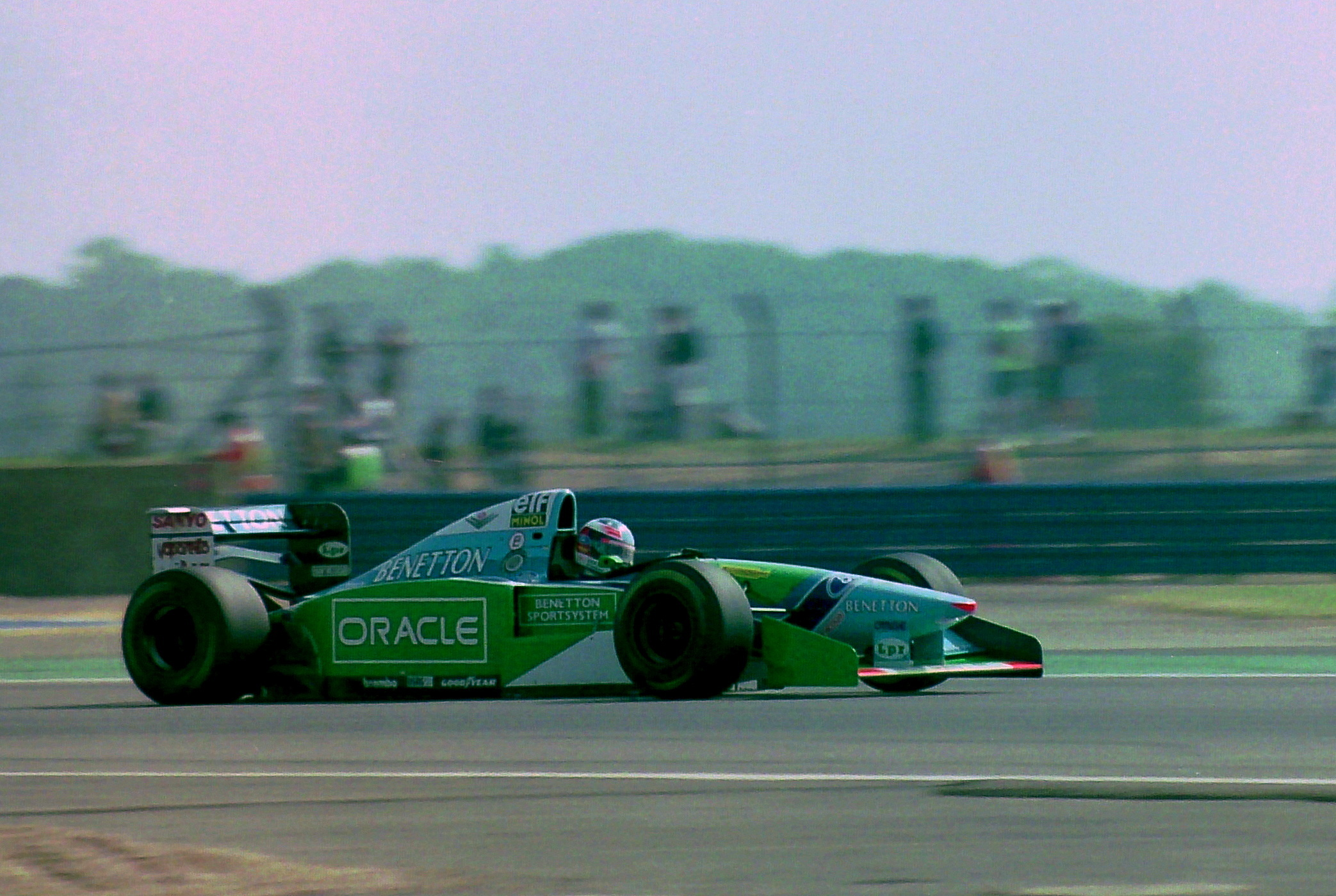
Михаэль Шумахер за рулём Benetton B194 в Гран-при Великобритании

На глазах своих поклонников Хилл занял поул; позади него оказались Шумахер, Бергер, Алези, Хаккинен и Баррикелло. На круге прогрева Шумахер обогнал Хилла, что запрещено правилами; после чего пропустил его обратно. Первый старт был отложен из-за того, что заглохла машина у Култхарда (который снова выступал за Williams); в результате ему пришлось стартовать с последнего места. На втором прогревочном круге из-за отказа двигателя сошёл Ирвайн, а Шумахер снова обогнал Хилла. Во время второго старта двигатель Брандла сгорел, создав при этом огромный огненный шар. Лучше всего стартовал Баррикелло, который прошёл Алези и Хаккинена. Хилл возглавлял пелотон; за ним шли Шумахер, Бергер, Баррикелло, Алези и Хаккинен.
Хилл и Шумахер держались в двух секундах друг от друга до 14-го круга, когда Шумахеру объявили о пятисекундном штрафе «стоп-энд-гоу» за обгон Хилла на прогревочном круге. Однако команда отказалась принять это наказание и подала апелляцию. После этого Шумахер был оштрафован пятисекундным «стоп-энд-гоу» за обгон Хилла и за оспаривание наказания. Команда дала ему указание игнорировать этот штраф, так как на него подали апелляцию. В течение полагающихся трёх кругов Шумахер не отбыл наложенный на него штраф, после чего ему был показан чёрный флаг, означавший, что он исключён из гонки и должен немедленно вернуться в боксы. Однако команда Benetton продолжала вести переговоры, оспаривая этот штраф. Шумахер заехал на пит-стоп на 26-м круге, но только для того, чтобы отбыть пятисекундный «стоп-энд-гоу»; он вернулся третьим позади Бергера и Хилла.
На 33-м круге Бергер сошёл из-за проблем с двигателем. Хилл выиграл гонку, а вторым стал Шумахер; однако вскоре результат Шумахера аннулировали за игнорирование чёрного флага, и его дисквалифицировали на две гонки. Таким образом, Шумахер получил четыре наказания за одно нарушение. (В следующем году это правило было отменено, и Мика Хаккинен не получил за то же самое никакого наказания.) Теперь Хилл оказался впереди Алези, Хаккинена, Баррикелло, Култхарда и Катаямы. Хаккинен и Баррикелло получили отложенную дисквалификацию на одну гонку за столкновение на последнем круге.
В этот момент, на середине чемпионата, Шумахер был впереди с 66 очками. Хилл сильно отставал от него с 39 очками, Алези шёл третьим с 19 очками, Бергер — четвёртым с 17 очками, Баррикелло — пятым с 10 очками, Хаккинен — шестым с 8 очками, Брандл — седьмым с 6 очками, а Ларини — восьмым с 6 очками. В Кубке конструкторов Benetton уверенно лидировала с 67 очками, против 43 очков у Williams. Ferrari была третьей с 42 очками, а McLaren — четвёртой с 14 очками.
Команда Benetton подала апелляцию на дисквалификацию Шумахера; до окончания её рассмотрения ему было разрешено участвовать в гонках.

### Этап 9: Германия
Вторая половина сезона началась гонкой в Германии. Однако фанаты Шумахера были разочарованы, так как весь первый ряд стартового поля заняли Ferrari. Поул занял Бергер, за ним расположились Алези, Хилл, Шумахер, Катаяма и Култхард. На старте Катаяма обошёл Хилла и Шумахера, а Шумахер — Хилла. Позади них Хаккинен ударил машину Брандла, его развернуло и он вынес Френтцена, Баррикелло и Ирвайна; кроме того, у Култхарда оказалось повреждено переднее антикрыло. Брандл попробовал затормозить, чтобы не попасть в завал, но его сзади ударил Херберт; Херберт сошёл. Ещё дальше произошло столкновение Мартини и Дзанарди, из-за чего помимо них выбыли также де Чезарис и Альборето. К первому повороту сошло 10 машин. Несмотря на это, гонка не была остановлена.
На пути к первой шикане Алези замедлился и сошёл из-за проблем с электрикой, заблокировав при этом Катаяму и позволив тем самым атаковать его Шумахеру и Хиллу. Шумахер успешно прошёл Катаяму, а вот Хилл столкнулся с ним, повредив переднее антикрыло. Култхарду пришлось ехать ещё один круг с повреждённым крылом, пока механики меняли крыло на машине Хилла. Брандл и Култхард вернулись в гонку после починки в боксах. Бергер шёл впереди, за ним Шумахер, Катаяма, Панис, Бернард и Фиттипальди. Катаяма сошёл на 7-м круге из-за проблем с дросселем, а Ферстаппен прошёл Фиттипальди. Настало время пит-стопов, во время которых Ферстаппен сошёл после сильного пожара, возникшего из-за того, что топливо пролилось на корпус машины. Гонщик практически не пострадал, но от машины остались лишь обугленные обломки. Это происшествие привлекло внимание к опасностям дозаправки, и послужило причиной для ужесточения правил безопасности. Шумахер сошёл на 20-м круге из-за отказа мотора.
Поскольку основные претенденты сошли или оказались далеко позади, победу одержал Бергер, который посвятил её своему другу Сенне. В результате этой «гонки на выживание» первая шестёрка оказалась весьма неожиданной. Оба гонщика Ligier, Панис и Бернард, оказались на подиуме, Фиттипальди и Морбиделли набрали столь важные для Footwork очки, а последнее очко за шестое место взял Кома из Larrousse.

### Этап 10: Венгрия
Перед началом этапа было объявлено, что Хаккинен пропустит его в качестве наказания за создание завала в Германии; его заменил Филипп Альо. Шумахер занял поул; за ним шли Хилл, Култхард, Бергер, Катаяма и Брандл. На старте Ирвайн и Баррикелло прошли Брандла и Катаяму, но столкнулись во втором повороте, вынеся заодно и Катаяму. Шумахер лидировал; за ним шли Хилл, Култхард, Бергер, Брандл и Панис. Вскоре Алези прошёл Паниса в борьбе за шестое место. После этого долгое время не было никаких перестановок; пит-стопы также не изменили расположение гонщиков. Наконец, во время второй волны пит-стопов заглох Бергер, и его прошли Брандл, Алези и Ферстаппен.
Затем из-за отказа двигателя сошли обе Ferrari — Алези на 59-м круге, а Бергер на 73-м. Машина Алези при сходе вылила много масла на трассу, и на нём поскользнулся Култхард, которого вынесло и ударило о стену. На последнем круге Брандл остановился из-за проблем с электрооборудованием. Шумахер победил; далее пришли Хилл, Ферстаппен, Брандл, Бланделл и Панис.
После пожара Ферстаппена в боксах Benetton, 10 октября представителей команды вызвали в специальный совет ФИА (World Motorsport Council), чтобы они объяснили, почему из заправочного оборудования был убран топливный фильтр. Если бы их признали виновными, всю команду могли дисквалифицировать; однако совет оправдал их. Также были вызваны представители McLaren для разъяснений по поводу устройства, автоматически увеличивающего передачу; они также были оправданы.

### Этап 11: Бельгия
Главным изменением перед этой гонкой стало превращение знаменитого поворота Eau Rouge в медленную шикану по соображениям безопасности после аварий Сенны и Ратценбергера. Для этого на треке просто нарисовали краской новые границы; в 1995 году была восстановлена прежняя конфигурация трассы.
Хаккинен вернулся после отбытия наказания; в Lotus Филипп Адамс заменил Дзанарди, а Филипп Альо заменил Беретту в Larrousse. Из-за дождя в квалификации поул занял Баррикелло; за ним расположились Шумахер, Хилл, Ирвайн, Алези и Ферстаппен. Алези стартовал очень хорошо, обойдя Ирвайна и Хилла. Шумахер лидировал; за ним шли Алези, Баррикелло, Хилл, Ферстаппен и Ирвайн.
Хилл прошёл Баррикелло в борьбе за третье место и приблизился к Алези, когда у того на следующем круге сгорел мотор. Вскоре Хаккинен прошёл Ирвайна, но Култхарду это сделать не удалось, и он откатился назад. Ферстаппен прошёл Баррикелло, и вскоре бразилец оказался под атакой Хаккинена. Баррикелло не выдержал давления — на 20-м круге его развернуло, и он врезался в стену. На следующем круге Шумахера развернуло на 360 градусов в повороте «Pouhon», и когда он вернулся в гонку, его преимущество сильно уменьшилось. После пит-стопов, во время которых Хаккинен опередил Ферстаппена, Шумахер был впереди на 5 секунд.
На 35-м круге Култхард прошёл Ирвайна, который затем сошёл на 41-м круге из-за проблем с генератором. Шумахер пришёл первым, но позже был дисквалифицирован, поскольку деревянная планка на дне его автомобиля была изношена более чем на 10 %. Таким образом, первым был классифицирован Хилл, за ним Хаккинен, Ферстаппен, Култхард, Бланделл и Морбиделли.
Вскоре было объявлено, что дисквалификация Шумахера на две гонки остаётся в силе, и он пропустит Италию и Португалию. Его заменил Ярвилехто.

### Этап 12: Италия
Перестановки гонщиков продолжались: в Монце Дзанарди вновь пилотировал Lotus вместо Адамса, а в Формулу-1 после почти четырёхлетнего отсутствия вернулся Янник Дальмас, ставший партнёром Кома по Larrousse. Можно представить радость итальянских тиффози, когда гонщики Ferrari вновь завоевали первый ряд стартового поля; поул взял Алези, а за ним шли Бергер и Хилл. На новой машине Lotus 109 Херберт завоевал весьма высокую для себя четвёртую стартовую позицию; следом шли Култхард и Панис. На старте Херберт и Ирвайн обошли оба гонщика Williams, но Ирвайн задел Херберта, и того развернуло, что привело к многочисленным столкновениям и красному флагу. Во время второго старта Култхард прошёл Херберта, а Хаккинен обогнал Паниса. Впереди шёл Алези, за ним Бергер, Хилл, Култхард, Херберт и Хаккинен.
Пока гонщики Ferrari отрывались от остальных (а Алези при этом отрывался ещё и от Бергера), Хаккинен прошёл Херберта (который пилотировал старый запасной болид); на 13-м круге Херберт сошёл из-за отказа генератора. Алези заехал в боксы, но на выезде у него заклинило коробку передач, и ему пришлось сойти. Во время выезда Бергера с пит-стопа его блокировала другая машина, которая только заезжала на пит-стоп. Из-за этого Бергер случайно заглушил свой двигатель и потерял почти 10 секунд, что отбросило его на третье место. Во время пит-стопа Култхард прошёл Хилла, но на 29-м круге Хилл обогнал Култхарда и вернул себе лидерство.
Бергер догонял их обоих, но гонщики Williams успешно оборонялись. Казалось, ничто не сможет помешать им взять дубль, но на последнем круге у Култхарда кончилось топливо, и он остановился. Хилл выиграл гонку; за ним финишировали Бергер, Хаккинен, Баррикелло, Брандл и классифицированный шестым Култхард.
За свои действия в первом повороте Эдди Ирвайн получил отложенный (на три гонки) штраф в виде пропуска одной гонки.
По окончании третьей четверти сезона Шумахер, которому ещё следовало пропустить одну гонку, шёл впереди с 76 очками, но вторым был Хилл, отстававший от него всего на 11 очков. Дальше шли Бергер (33), Алези (19), Хаккинен (18), Баррикелло (13), Брандл (11) и Ферстаппен (8). В Кубке конструкторов лидировала команда Benetton с 85 очками, но Williams с 73 очками была уже совсем рядом. Ferrari была на третьем месте с 58 очками, а McLaren — на четвёртом с 29 очками.

### Этап 13: Португалия
Во время Гран-при Португалии Шумахер всё ещё отбывал своё наказание. Филипп Адамс вновь выступал за Lotus. В квалификации поул занял Бергер, за ним расположились Хилл, Култхард, Хаккинен, Алези и Катаяма. На старте Култхард прошёл Хилла, а Алези обогнал Хаккинена. Бергер лидировал, за ним шли Култхард, Хилл, Алези, Хаккинен и Катаяма. Однако на 8-м круге у Бергера сломалась коробка передач; Баррикелло стал шестым. На 27-м круге, незадолго до пит-стопов, у Катаямы тоже сломалась коробка передач.
Пит-стопы не изменили порядок гонщиков на трассе: впереди шёл Култхард, за ним Хилл, Алези, Хаккинен, Баррикелло и Брандл. При обгоне кругового на 33-м круге Култхард зашёл слишком широко, и Хилл протиснулся вперёд. На 39-м круге Алези опережал отставшего на круг Дэвида Брэбема; они столкнулись и оба сошли. Вскоре после этого Ферстаппен прошёл Брандла и стал пятым. Вторая волна пит-стопов также ничего не изменила. Хилл выиграл; за ним финишировал Култхард, принеся Williams дубль и лидирование в Кубке конструкторов; Хаккинен, Баррикелло, Ферстаппен и Брандл.

### Этап 14: Европа
В качестве замены несостоявшегося Гран-при ЮАР, в чемпионат был включён Гран-при Европы на испанской трассе Херес, впервые принявшей этап чемпионата мира с 1990 года. Шумахер наконец отбыл своё наказание и вернулся в бой; кроме того, поскольку сезон серии CART закончился, Мэнселл заменил Култхарда до конца сезона, чтобы помочь Williams в борьбе за Кубок конструкторов. Херберт перешёл из Lotus в Ligier и заменил там Бернарда, а тот проделал обратный путь и стал напарником Дзанарди. В конце стартовой решётки появились два новичка: Хидэки Нода присоединился к Larrousse, а Доменико Скиаттарелла заменил Жан-Марка Гунона в Simtek. Шумахер завоевал поул; за ним расположились Хилл, Мэнселл, Френтцен, Бергер и Баррикелло. На старте Хилл обогнал Шумахера, а Мэнселл провалил старт, потеряв три позиции; Баррикелло прошёл Бергер. Хилл лидировал; за ним шли Шумахер, Френтцен, Баррикелло, Бергер и Мэнселл.
Мэнселл быстро прошёл Бергера, а затем и Баррикелло, и вышел на четвёртое место. Во время пит-стопа у Хилла произошла заминка, и команда, опасаясь, что он потеряет лидерство, отправила его обратно на трассу, недолив ему топливо. Однако Шумахер был уже впереди, а Хиллу пришлось вновь останавливаться на дозаправку. Вернувшись в гонку, он оказался в 20 секундах позади. Мэнселл замедлился, и его прошёл Баррикелло. Мэнселл попытался вернуть себе позицию, но между ними произошёл контакт. Оба заехали в боксы; Мэнселл откатился на седьмую позицию, а Баррикелло вернулся на трассу ещё дальше.
То же самое произошло, когда Бергер атаковал Френтцена. Они вернулись на трассу шестым и седьмым соответственно, позади Хаккинена, Ирвайна и Мэнселла. Мэнселла, идущего пятым и догоняющего Ирвайна, развернуло на 48-м круге, и он сошёл. Победу одержал Шумахер, следом за ним финишировали Хилл, Хаккинен, Ирвайн, Бергер и Френтцен.
За две гонки до конца сезона обострилась борьба за чемпионский титул. Шумахер всё ещё лидировал с 86 очками, но Хилл с 81 очками был уже совсем рядом. За ними шли Бергер (35), Хаккинен (26), Алези (19), Баррикелло (16), Култхард (14) и Брандл (12). В Кубке конструкторов разрыв был ещё меньше — Benetton лидировал с 97 очками, а Williams отставала всего на 2 очка. Ferrari шла третьей с 60 очками, а McLaren — четвёртой с 38 очками.

### Этап 15: Япония
Перед Гран-при Японии вновь последовали перестановки. В Benetton подписали Херберта из Ligier, чтобы он помог им в борьбе за Кубок конструкторов. В результате Ферстаппен на две последние гонки оказался без места. Ярвилехто перешёл в Sauber на место Андреа де Чезариса, который закончил карьеру. Финн Мика Сало присоединился к Lotus до конца сезона, тест-пилот Ligier Франк Лагорс стал основным гонщиком и напарником Паниса, а японский гонщик Таки Инуе заменил Доменико Скиаттареллу на домашней для себя трассе. Mercedes-Benz покончила с многочисленными слухами, объявив о своём возвращении в Формулу-1 в качестве моториста McLaren. Эдди Джордан тут же подписал контракт с Peugeot на двигатели для своей команды на 1995 год.
Шумахер завоевал поул; за ним шли Хилл, Френтцен, Мэнселл, Херберт и Ирвайн. Старт прошёл на мокрой трассе и в сильный дождь. Мэнселл снова откатился назад, а Алези прошёл Ирвайна. Шумахер лидировал впереди Хилла, Френтцена, Херберта, Алези и Ирвайна. На 4-м круге Херберта развернуло и он сошёл, а Мэнселл вскоре прошёл Ирвайна.
На 14-м круге Морбиделли разбил свой автомобиль, а вскоре в том же месте потерпел аварию и Брандл, в то время как маршалы всё ещё убирали машину Морбиделли. Хотя автомобиль никого не сбил, одного из маршалов задело обломками, и он сломал ногу; гонка была остановлена. Через некоторое время был дан второй старт за машиной безопасности; Френтцен слишком широко вошёл в первый поворот и потерял три позиции. Шумахер, который на трассе был рядом с остальными, но по сумме двух гоночных сессий шёл с 6-секундным отрывом, заехал в боксы рано, на 19-м круге. Ему поставили новые шины, но топлива у него было недостаточно до конца гонки. Он вернулся в 17 секундах (по сумме) позади Хилла, но попал в трафик, и вскоре разрыв составлял уже 30 секунд. В результате на 25-м круге Хилл вернулся на трассу на 7 секунд впереди Шумахера; кроме того, ему залили топлива до конца гонки, но из-за заклинившей гайки ему поменяли только три колеса. Это, а также более тяжёлая машина, привели к тому, что Шумахер начал его догонять.
На 36-м круге Шумахер вышел в лидеры по сумме, хотя и оставался вторым на трассе. Он быстро отрывался, но его, в отличие от Хилла, ещё ждал один пит-стоп. На 40-м круге Шумахер сделал второй пит-стоп, вернувшись в 15 секундах позади Хилла (по сумме). Имея свежую резину, Шумахер начал догонять Хилла, сокращая отрыв более чем на секунду на круге, но ему не хватило времени. Хилл выиграл с отрывом в 3,3 секунды, уменьшив своё отставание в чемпионате до 1 очка, в то время как Williams теперь лидировал в Кубке конструкторов с перевесом в 5 очков. Следом за Хиллом финишировали Шумахер, Алези, Мэнселл, Ирвайн и Френтцен.

### Этап 16: Австралия
На последней гонке сезона Жан-Дени Делетра заменил Кома в Larrousse, а Скиаттарелла вернулся в Simtek. Петер Заубер подтвердил контракт с Ford на поставку двигателей на 1995 год.
Гонка в Австралии стала решающей в обоих чемпионатах. Первое место на стартовой решётке завоевал Мэнселл, за ним расположились Шумахер, Хилл, Хаккинен, Баррикелло и Ирвайн. На старте Мэнселл откатился назад, а Ирвайн прошёл Баррикелло. Впереди шли Шумахер, Хилл, Хаккинен, Ирвайн, Мэнселл и Баррикелло. Шумахер и Хилл, между которыми была всего секунда, начали с огромной скоростью отрываться от остального пелотона.
На 10-м круге Мэнселл обогнал Ирвайна и стал четвёртым, а шестью кругами спустя Ирвайн вылетел в стену и сошёл. Вскоре Мэнселл прошёл Хаккинена и стал третьим, но даже он шёл на секунду медленнее Шумахера и Хилла. После пит-стопа Шумахер и Хилл вновь оказались менее чем в секунде друг от друга; позади Бергер прошёл Алези, и оба они прошли Баррикелло. Вскоре Бергер прошёл Хаккинена, а через три круга то же самое сделал и Алези.
На 35-м круге Шумахер широко вошёл в поворот East Terrace и задел стену. Он потерял время, но в тот момент было непонятно, повреждена его машина или нет. Хилл оказался прямо позади него и тут же бросился в атаку, заняв в следующем повороте внутренний радиус. Когда Williams Хилла проходил мимо автомобиля Benetton, Шумахер слишком сильно повернул внутрь поворота, и машины двух соперников столкнулись. Benetton взлетел в воздух и при приземлении был сильно повреждён, что означало сход Шумахера. Машина Хилла на первый взгляд не пострадала, но вскоре выяснилось, что на ней сломан передний левый рычаг подвески. Хилл медленно вернулся в боксы и, после отчаянных попыток исправить поломку, вынужден был сойти. Была ли эта авария намеренно вызвана Шумахером — особенно если он знал, что его машина была повреждена после контакта со стеной в повороте East Terrace — до сих пор является предметом споров; однако в результате Михаэль Шумахер завоевал свой первый чемпионский титул в Формуле-1.
Мэнселл и две Ferrari боролись за лидерство, но во время второго пит-стопа у Алези сначала не могли закрепить колесо, а затем его машина заглохла на выезде; он отстал на целый круг и вернулся в гонку восьмым. Брандл тем временем прошёл Баррикелло. На 77-м круге у Хаккинена отказали тормоза. Мэнселл одержал свою 31-ю победу в карьере; за ним финишировали Бергер, Брандл, Баррикелло, Панис и Алези.
По итогам сезона Шумахер набрал 92 очка и обошёл Хилла всего на одно очко. Несмотря на противоречивое столкновение в последней гонке, никаких санкций от FIA не последовало; команда Williams тоже не стала подавать протест. Бергер закончил сезон третьим с 41 очком, Хаккинен — четвёртым с 26 очками, Алези — пятым с 24 очками, Баррикелло — шестым с 19 очками, Брандл — седьмым с 16 очками, а Култхард — восьмым с 14 очками. В кубке конструкторов Williams набрала 118 очков и обошла Benetton с 103 очками. Ferrari заняла третье место с 71 очком, а McLaren — четвёртое с 42 очками.

## Гран-при
| №  | Гран-при                | Дата        | Трасса                       | Победитель      | Команда          | Подробнее |
| -- | ----------------------- | ----------- | ---------------------------- | --------------- | ---------------- | --------- |
| 1  | Гран-при Бразилии       | 27 марта    | Интерлагос                   | Михаэль Шумахер | Benetton-Ford    | Отчёт     |
| 2  | Гран-при Тихого океана  | 17 апреля   | ТИ-Аида                      | Михаэль Шумахер | Benetton-Ford    | Отчёт     |
| 3  | Гран-при Сан-Марино     | 1 мая       | Автодром Энцо и Дино Феррари | Михаэль Шумахер | Benetton-Ford    | Отчёт     |
| 4  | Гран-при Монако         | 15 мая      | Монте-Карло                  | Михаэль Шумахер | Benetton-Ford    | Отчёт     |
| 5  | Гран-при Испании        | 29 мая      | Каталуния-Монтмело           | Деймон Хилл     | Williams-Renault | Отчёт     |
| 6  | Гран-при Канады         | 12 июня     | Автодром имени Жиля Вильнева | Михаэль Шумахер | Benetton-Ford    | Отчёт     |
| 7  | Гран-при Франции        | 3 июля      | Маньи-Кур                    | Михаэль Шумахер | Benetton-Ford    | Отчёт     |
| 8  | Гран-при Великобритании | 10 июля     | Сильверстоун                 | Деймон Хилл     | Williams-Renault | Отчёт     |
| 9  | Гран-при Германии       | 31 июля     | Хоккенхаймринг               | Герхард Бергер  | Ferrari          | Отчёт     |
| 10 | Гран-при Венгрии        | 14 августа  | Хунгароринг                  | Михаэль Шумахер | Benetton-Ford    | Отчёт     |
| 11 | Гран-при Бельгии        | 28 августа  | Спа-Франкоршам               | Деймон Хилл     | Williams-Renault | Отчёт     |
| 12 | Гран-при Италии         | 11 сентября | Национальный автодром Монцы  | Деймон Хилл     | Williams-Renault | Отчёт     |
| 13 | Гран-при Португалии     | 25 сентября | Эшторил                      | Деймон Хилл     | Williams-Renault | Отчёт     |
| 14 | Гран-при Европы         | 16 октября  | Херес де ля Фронтера         | Михаэль Шумахер | Benetton-Ford    | Отчёт     |
| 15 | Гран-при Японии         | 6 ноября    | Судзука                      | Деймон Хилл     | Williams-Renault | Отчёт     |
| 16 | Гран-при Австралии      | 13 ноября   | Аделаида                     | Найджел Мэнселл | Williams-Renault | Отчёт     |

### Кубок конструкторов
| Место | Команда           | Шасси        | Двигатель                     | Шины | Очки | Победы | Подиумы | Поулы |
| ----- | ----------------- | ------------ | ----------------------------- | ---- | ---- | ------ | ------- | ----- |
| 1     | Williams-Renault  | FW16 FW16B   | Renault RS6 3,5 V10           | G    | 118  | 7      | 13      | 6     |
| 2     | Benetton-Ford     | B194         | Ford ECA Zetec-R 3,5 V8       | G    | 103  | 8      | 12      | 6     |
| 3     | Ferrari           | 412T1 412T1B | Ferrari 043 3,5 V12           | G    | 71   | 1      | 11      | 3     |
| 4     | McLaren-Peugeot   | MP4/9        | Peugeot A6 3,5 V10            | G    | 42   |        | 8       |       |
| 5     | Jordan-Hart       | 194          | Hart 1035 3,5 V10             | G    | 28   |        | 1       | 1     |
| 6     | Tyrrell-Yamaha    | 022          | Yamaha OX10B 3,5 V10          | G    | 13   |        | 1       |       |
| 7     | Ligier-Renault    | JS39B        | Renault RS6 3,5 V10           | G    | 13   |        | 2       |       |
| 8     | Sauber-Mercedes   | C13          | Mercedes-Benz 2175B 3,5 V10   | G    | 12   |        |         |       |
| 9     | Footwork-Ford     | FA15         | Ford HBE7/8 3,5 V8            | G    | 9    |        |         |       |
| 10    | Minardi-Ford      | M193B M194   | Ford HBC7/8 3,5 V8            | G    | 5    |        |         |       |
| 11    | Larrousse-Ford    | LH94         | Ford HBF7/8 3,5 V8            | G    | 2    |        |         |       |
| 12    | Pacific-Ильмор    | PR01         | Ильмор 2175A 3,5 V10          | G    | 0    |        |         |       |
| 13    | Lotus-Mugen-Honda | 107C 109     | Mugen Honda MF-351 HB 3,5 V10 | G    | 0    |        |         |       |
| 14    | Simtek-Ford       | S941         | Ford HBD6 3,5 V8              | G    | 0    |        |         |       |

## Личный зачёт
| Легенда к таблице |                                                                    |
| --- | ------------------------------------------------------------------ |
| Расшифровка обозначений и цветов представлена в нижеследующей таблице. |                                                                    |
| \| Пример \| Описание \| \| ------------ \| ------------------------------------------------------------------ \| \| 1 \| Победитель \| \| 2 \| Второе место \| \| 3 \| Третье место \| \| 5 \| Финишировал, заработав очки \| \| Сход \| Не финишировал, но при этом заработал очки \| \| 12 \| Финишировал, не получив очков \| \| НКЛ \| Финишировал, но не попал в финальную классификацию \| \| 15 \| Участвовал вне зачёта, либо по отдельной классификации \| \| 18 \| Не финишировал, но попал в финальную классификацию \| \| Сход \| Не финишировал \| \| НКВ \| Не прошёл квалификацию \| \| НПКВ \| Не прошёл предквалификацию \| \| ДСК \| Дисквалифицирован \| \| ИСК \| Исключён из протокола соревнований \| \| ТТ \| Заявлен для участия только в тренировках \| \| НС \| Участвовал в квалификации, но не стартовал в гонке \| \| Т \| Травмирован или болен \| \| ОТК \| Отказ от участия \| \| НТР \| Прибыл на соревнования, но на трассу не выезжал \| \| НПР \| Был заявлен в числе участников, но не прибыл к началу соревнований \| \| О \| Соревнования отменены \| \| \| Не участвовал \| \| Поул-позиция \| \| \| Быстрый круг \| \| |                                                                    |
| Пример | Описание                                                           |
| 1 | Победитель                                                         |
| 2 | Второе место                                                       |
| 3 | Третье место                                                       |
| 5 | Финишировал, заработав очки                                        |
| Сход | Не финишировал, но при этом заработал очки                         |
| 12 | Финишировал, не получив очков                                      |
| НКЛ | Финишировал, но не попал в финальную классификацию                 |
| 15 | Участвовал вне зачёта, либо по отдельной классификации             |
| 18 | Не финишировал, но попал в финальную классификацию                 |
| Сход | Не финишировал                                                     |
| НКВ | Не прошёл квалификацию                                             |
| НПКВ | Не прошёл предквалификацию                                         |
| ДСК | Дисквалифицирован                                                  |
| ИСК | Исключён из протокола соревнований                                 |
| ТТ | Заявлен для участия только в тренировках                           |
| НС | Участвовал в квалификации, но не стартовал в гонке                 |
| Т | Травмирован или болен                                              |
| ОТК | Отказ от участия                                                   |
| НТР | Прибыл на соревнования, но на трассу не выезжал                    |
| НПР | Был заявлен в числе участников, но не прибыл к началу соревнований |
| О | Соревнования отменены                                              |
| | Не участвовал                                                      |
| Поул-позиция |                                                                    |
| Быстрый круг |                                                                    |

| №  | Гонщик                 | БРА  | ТИХ  | САН  | МОН  | ИСП  | КАН  | ФРА  | ВЕЛ  | ГЕР  | ВЕН  | БЕЛ  | ИТА  | ПОР  | ЕВР  | ЯПО  | АВС  | Очки |
| -- | ---------------------- | ---- | ---- | ---- | ---- | ---- | ---- | ---- | ---- | ---- | ---- | ---- | ---- | ---- | ---- | ---- | ---- | ---- |
| 1  | Михаэль Шумахер        | 1    | 1    | 1    | 1    | 2    | 1    | 1    | ДСК  | Сход | 1    | ДСК  |      |      | 1    | 2    | Сход | 92   |
| 2  | Деймон Хилл            | 2    | Сход | 6    | Сход | 1    | 2    | 2    | 1    | 8    | 2    | 1    | 1    | 1    | 2    | 1    | Сход | 91   |
| 3  | Герхард Бергер         | Сход | 2    | Сход | 3    | Сход | 4    | 3    | Сход | 1    | 12   | Сход | 2    | Сход | 5    | Сход | 2    | 41   |
| 4  | Мика Хаккинен          | Сход | Сход | 3    | Сход | Сход | Сход | Сход | 3    | Сход |      | 2    | 3    | 3    | 3    | 7    | 12   | 26   |
| 5  | Жан Алези              | 3    |      |      | 5    | 4    | 3    | Сход | 2    | Сход | Сход | Сход | Сход | Сход | 10   | 3    | 6    | 24   |
| 6  | Рубенс Баррикелло      | 4    | 3    | НКВ  | Сход | Сход | 7    | Сход | 4    | Сход | Сход | Сход | 4    | 4    | 12   | Сход | 4    | 19   |
| 7  | Мартин Брандл          | Сход | Сход | 8    | 2    | 11   | Сход | Сход | Сход | Сход | 4    | Сход | 5    | 6    | Сход | Сход | 3    | 16   |
| 8  | Дэвид Култхард         |      |      |      |      | Сход | 5    |      | 5    | Сход | Сход | 4    | 6    | 2    |      |      |      | 14   |
| 9  | Найджел Мэнселл        |      |      |      |      |      |      | Сход |      |      |      |      |      |      | Сход | 4    | 1    | 13   |
| 10 | Йос Ферстаппен         | Сход | Сход |      |      |      |      | Сход | 8    | Сход | 3    | 3    | Сход | 5    | Сход |      |      | 10   |
| 11 | Оливье Панис           | 11   | 9    | 11   | 9    | 7    | 12   | Сход | 12   | 2    | 6    | 7    | 10   |      | 9    | 11   | 5    | 9    |
| 12 | Марк Бланделл          | Сход | Сход | 9    | Сход | 3    | 10   | 10   | Сход | Сход | 5    | 5    | Сход | Сход | 13   | Сход | Сход | 8    |
| 13 | Хайнц-Харальд Френтцен | Сход | 5    | 7    | НКВ  | Сход | Сход | 4    | 7    | Сход | Сход | Сход | Сход | Сход | 6    | 6    | 7    | 7    |
| 14 | Никола Ларини          |      | Сход | 2    |      |      |      |      |      |      |      |      |      |      |      |      |      | 6    |
| 15 | Кристиан Фиттипальди   | Сход | 4    | 13   | Сход | Сход | ДСК  | 8    | 9    | 4    | 14   | Сход | Сход | 8    | 17   | 8    | 8    | 6    |
| 16 | Эдди Ирвайн            | Сход |      |      |      | 6    | Сход | Сход | Сход | Сход | Сход | 13   | Сход | 7    | 4    | 5    | Сход | 6    |
| 17 | Юкио Катаяма           | 5    | Сход | 5    | Сход | Сход | Сход | Сход | 6    | Сход | Сход | Сход | Сход | Сход | 7    | Сход | Сход | 5    |
| 18 | Эрик Бернар            | Сход | 10   | 12   | Сход | 8    | 13   | Сход | 13   | 3    | 10   | 10   | 7    | 10   | 18   |      |      | 4    |
| 19 | Карл Вендлингер        | 6    | Сход | 4    | НКВ  |      |      |      |      |      |      |      |      |      |      |      |      | 4    |
| 19 | Андреа де Чезарис      |      |      | Сход | 4    |      | Сход | 6    | Сход | Сход | Сход | Сход | Сход | Сход | Сход |      |      | 4    |
| 21 | Пьерлуиджи Мартини     | 8    | Сход | Сход | Сход | 5    | 9    | 5    | 10   | Сход | Сход | 8    | Сход | 12   | 15   | Сход | 9    | 4    |
| 22 | Джанни Морбиделли      | Сход | Сход | Сход | Сход | Сход | Сход | Сход | Сход | 5    | Сход | 6    | Сход | 9    | 11   | Сход | Сход | 3    |
| 23 | Эрик Кома              | 9    | 6    | Сход | 10   | Сход | Сход | 11   | Сход | 6    | 8    | Сход | 8    | Сход | Сход | 9    |      | 2    |
| 24 | Юрки Ярвилехто         |      |      | Сход | 7    | Сход | 6    |      |      |      |      |      | 9    | Сход |      | Сход | 10   | 1    |
| 25 | Микеле Альборето       | Сход | Сход | Сход | 6    | Сход | 11   | Сход | Сход | Сход | 7    | 9    | Сход | 13   | 14   | Сход | Сход | 1    |
| 26 | Джонни Херберт         | 7    | 7    | 10   | Сход | Сход | 8    | 7    | 11   | Сход | Сход | 12   | Сход | 11   | 8    | Сход | Сход | 0    |
| 27 | Оливье Беретта         | Сход | Сход | Сход | 8    | Сход | Сход | Сход | 14   | 7    | 9    |      |      |      |      |      |      | 0    |
| 28 | Педро Лами             | 10   | 8    | Сход | 11   |      |      |      |      |      |      |      |      |      |      |      |      | 0    |
| 29 | Жан-Марк Гунон         |      |      |      |      |      |      | 9    | 16   | Сход | Сход | 11   | Сход | 15   |      |      |      | 0    |
| 30 | Алессандро Дзанарди    |      |      |      |      | 9    | 15   | Сход | Сход | Сход | 13   |      | Сход |      | 16   | 13   | Сход | 0    |
| 31 | Дэвид Брэбем           | 12   | Сход | Сход | Сход | 10   | 14   | Сход | 15   | Сход | 11   | Сход | Сход | Сход | Сход | 12   | Сход | 0    |
| 32 | Мика Сало              |      |      |      |      |      |      |      |      |      |      |      |      |      |      | 10   | Сход | 0    |
| 33 | Роланд Ратценбергер    | НКВ  | 11   | НС   |      |      |      |      |      |      |      |      |      |      |      |      |      | 0    |
| 33 | Франк Лагорс           |      |      |      |      |      |      |      |      |      |      |      |      |      |      | Сход | 11   | 0    |
| 35 | Янник Дальмас          |      |      |      |      |      |      |      |      |      |      |      | Сход | 14   |      |      |      | 0    |
| 36 | Филипп Адамс           |      |      |      |      |      |      |      |      |      |      | Сход |      | 16   |      |      |      | 0    |
| 37 | Доменико Скиаттарелла  |      |      |      |      |      |      |      |      |      |      |      |      |      | 19   |      | Сход | 0    |
|    | Агури Судзуки          |      | Сход |      |      |      |      |      |      |      |      |      |      |      |      |      |      | 0    |
|    | Айртон Сенна           | Сход | Сход | Сход |      |      |      |      |      |      |      |      |      |      |      |      |      | 0    |
|    | Бертран Гашо           | Сход | НКВ  | Сход | Сход | Сход | Сход | НКВ  | НКВ  | НКВ  | НКВ  | НКВ  | НКВ  | НКВ  | НКВ  | НКВ  | НКВ  | 0    |
|    | Хидэки Нода            |      |      |      |      |      |      |      |      |      |      |      |      |      | Сход | Сход | Сход | 0    |
|    | Жан-Дени Делетра       |      |      |      |      |      |      |      |      |      |      |      |      |      |      |      | Сход | 0    |
|    | Поль Бельмондо         | НКВ  | НКВ  | НКВ  | Сход | Сход | НКВ  | НКВ  | НКВ  | НКВ  | НКВ  | НКВ  | НКВ  | НКВ  | НКВ  | НКВ  | НКВ  | 0    |
|    | Филипп Альо            |      |      |      |      |      |      |      |      |      | Сход | Сход |      |      |      |      |      | 0    |
|    | Андреа Монтермини      |      |      |      |      | НКВ  |      |      |      |      |      |      |      |      |      |      |      | 0    |
|    | Таки Инуе              |      |      |      |      |      |      |      |      |      |      |      |      |      |      | Сход |      | 0    |
| №  | Пилот                  | БРА  | ТИХ  | САН  | МОН  | ИСП  | КАН  | ФРА  | ВЕЛ  | ГЕР  | ВЕН  | БЕЛ  | ИТА  | ПОР  | ЕВР  | ЯПО  | АВС  | Очки |